# Phế tích vòng tròn

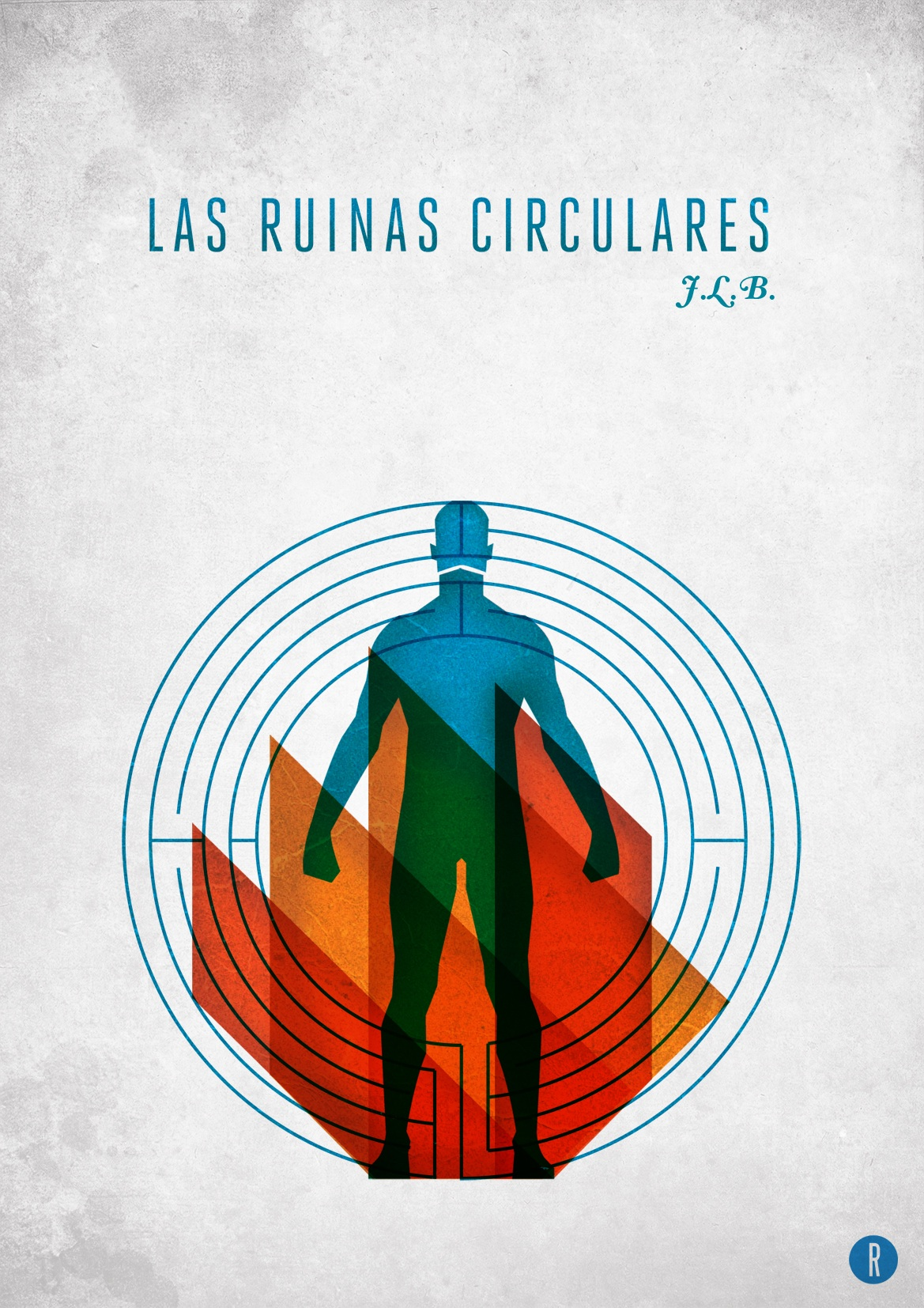
Hình ảnh minh hoạ trên truyện ngắn kì huyễn.

Phế tích vòng tròn hay còn được dịch là Xoáy cuộn hoang tàn (tiếng Tây Ban Nha: Las Ruinas Circulares) là một truyện ngắn kì huyễn của nhà văn và nhà thơ người Argentina Jorge Luis Borges, được đăng trên tờ báo El Sur tháng 12 năm 1940. Sau đó là trong các tập Khu vườn của những lối rẽ (El jardín de senderos que se bifurcan - 1941) và phần một của bộ Hư ảo (Ficciones -1944).

## Nội dung tóm tắt
"Có một phế tích vòng tròn, ngày xưa vốn là một ngôi đền bị lửa hủy hoại, chôn lấp trong rừng hoang. Một người phù thủy già đến từ phương Nam và "ông biết rằng bổn phận cấp thiết của ông là mộng". Ông muốn mơ ra một đứa con trai. Hằng đêm ông mơ và từ từ sáng tạo nên đứa con trai trưởng thành từ chất liệu mộng ảo. Cuối cùng đứa con trai cũng thành hình. Ông hôn nó lần đầu và bảo nó đi đến một ngôi đền khác cách nhiều dặm đường rừng. Sợ đứa con trai biết rằng nó chỉ là ảo ảnh, ông đã hủy đi ký ức về việc thành người của nó. Đứa con trai đi đến ngôi đền ở hướng Bắc, chẳng bao lâu được biết đến như là một người có phép lạ, đi vào lửa mà không cháy. Tin tức này làm cho ông, người phù thủy già lo âu. Vì chỉ có Lửa là kẻ độc nhất biết ảo ảnh. Lửa không thể thiêu cháy được ảo ảnh. Đứa con trai sẽ ra sao nếu như nó biết được mình chẳng qua chỉ là mảnh vụn phóng chiếu từ giấc mơ của người khác. Sau đó, một trận hạn hán dài đã gây nên cháy rừng và lửa tấn công nốt vào phế tích vòng tròn. Người phù thủy già định chạy xuống nước tránh lửa. Nhưng rồi ông quyết định chấp nhận cái chết, đi thẳng vào lửa. Nhưng lửa cũng không thiêu cháy da thịt ông mà lại nhẹ nhàng mơn trớn? Với cảm giác lắng dịu yên bình, lẫn lộn với cảm giác xấu hổ, nhục nhã và cả cảm giác kinh hoàng, người phù thủy già hiểu rằng ông cũng chỉ là ảo ảnh của Ai đó đã mơ ra."

## Liên kết
- http://vantuyen.net/index.php/index.php?view=story&subjectid=12426%5B%5D